# Cmentarz żydowski w Skopaniu
Cmentarz żydowski w Skopaniu – cmentarz żydowski znajdujący się we wsi Skopanie w województwie podkarpackim.
Cmentarz po raz pierwszy wzmiankowany był w 1718 roku (w aktach wizytacji parafii) i służył jako miejsce pochówku społeczności żydowskiej z pobliskiego Baranowa Sandomierskiego; jednak nekropolia prawdopodobnie powstała dużo wcześniej, Jakub D. Brand wspominał w Księdze Pamięci Baranowa, że na cmentarzu znajdowały się pomniki, na których widniały nazwiska Żydów zmarłych około 400-500 lat temu. Cmentarz miał powierzchnię około 2,7 ha. Został zniszczony przez Niemców podczas II wojny światowej. Do czasów współczesnych zachował się tylko jeden nagrobek, który został znaleziony w XXI na terenie miasta i przeniesiony na cmentarz. W 1945 na terenie nekropolii, na masowym grobie około 1000 osób zabitych podczas likwidacji getta ustawiono pomnik ku czci ofiar Holocaustu. Na cmentarzu znajduje się również tablica upamiętniająca około 60 osób zabitych na cmentarzu w dwóch egzekucjach w 1941 i 1942. Obecnie na dawnym miejscu cmentarza znajduje się teren zalesiony.